# Karácsony Rodney nélkül
A Karácsony Rodney nélkül (eredetileg angolul Christmas Without Rodney) egy sci-fi novella, amelyet Isaac Asimov írt. Angolul a Robot Visions novelláskötetben jelent meg, magyarul az Isaac Asimov teljes Alapítvány–Birodalom–Robot univerzuma I. kötet című könyvben olvasható.

## Történet
|  | Alább a cselekmény részletei következnek! |

2090-ben egy férfi meséli el legutóbbi karácsonya történetét. Feleségének az az ötlete támad, hogy a család régimódi robotját, Rodney-t szabadságolni kéne az ünnepekre. A házaspárhoz azonban hivatalos a papucsférj fiuk, kiállhatatlan menyük és nagyképű unokájuk. Ők mindannyian a modern robotok és a modernizált berendezések hívei, így az ő robotjuk csak gombok nyomogatására képes, tehát a műveleteket Rodney magyarázza el a robotnak. A férfi menye és unokája utálattal nézi a régi szerkezetet. A helyzet odáig fajul, hogy az unoka belerúg Rodneyba, amitől eltörik az egyik lábujja. A fiú családja rövid úton távozik a házból, viszont ekkor Rodney olyat mond, amitől a férfit azóta is álmatlanság gyötri: A robot néha azt kívánta, bár ne kötnék a robotika törvényei.
|  | Itt a vége a cselekmény részletezésének! |

| Előző      | Sorozat                                               | Következő |
| ---------- | ----------------------------------------------------- | --------- |
| Női ösztön | Robot sorozat Alapítvány–Birodalom–Robot regényciklus | Öcsi      |